# نبيل شمس
نبيل شمس (5 سبتمبر 1955 – 4 ديسمبر 2019)، كاتب ومخرج سوري.

## حياته
ولد في العاصمة العراقيةبغداد عام 1955 درس في المعهد العالي للسينما في القاهرة وفي عام 1978 حاز بكالوريوس إخراج سينمائي بالقاهرة، انضم لنقابة الفنانين السوريين بتاريخ 21 يوليو 1980 في مطلع العام 2014 تعرض لوعكة صحية أدخلته المستشفى لكنه تعافى منها 

## نبذه عن مشواره المهني
بدأ مشواره المهني كمخرج أفلام وثائقية لصالح كلية التربية بجامعة الرياض من العام 1979 -1981 ، ثم إنتقل إلى إخراج أفلام وبرامج تلفزيونية في تلفزيون دبي حتى العام 1987 ،وكانت انطلاقته الحقيقية كمخرج منفذ لفيلم كفرون بالعام 1989 ،كما قام بكتابة وإخراج الفيلم الروائي الطويل امرأة في الهاوية عام 1990،إلى جانب إخراج أعمال أخرى لصالح التلفزيون العربي السوري منذ العام 1992 وحتى اليوم، قام بتدريس الإخراج في معاهد دمشق ، واتحاد إذاعات الدول العربية، و المعهد العالي للفنون المسرحية قسم التقنيات للعام الدراسي 2011 - 2012، كلف برئاسة قسم الإنتاج التلفزيوني من العام 2013 -2015.
حرص على إبراز وجوه جديدة شابة في بداية مسيرتها أمثال نورمان أسعد عام 1992، «فراس حسن» في أحد أعماله بدور البطولة عام 1996. وفي عام 2000 أسند البطولة للفنان عاصم حواط .. وكذلك فعل مع الفنانة رنا أبيض ورانيا حالوت.

## أعماله

### في السينما
- 1988:امرأة في الهاوية
- 1989:كفرون (مخرج منفذ)
- 1992:رحلة 21
- 2006:الآباء الصغار (تعاون فني)

### التلفزيون
- 2015:زيت وزعتر (للأطفال)
- 2007:جريمة بلا نهاية
- 2004:كحل العيون
- 2002:أحلام الفتى يقظان
- 2000:حروب عائلية
- 2000:قضية عائلية
- 1999:تنورة للعصفورة(للأطفال)
- 1996:يوميات أبو عنتر
- 1996:الوصية (فيلم تلفزيوني)
- 1998:ليلة عيد
- 1993:أيام الصمت
- 1988:المتقاعد

## وفاته
توفي في الرابع من ديسمبر 2019 عن عمر ناهز الرابعة والستين.